# 대성중학교 축구부
대성중학교 축구부는 충청북도 청주시에 위치한 대성중학교의 축구부이다.

## 출신 선수
- 구자철

## 같이 보기
- 대성중학교